# Dieter H. Stündel
Dieter H. Stündel (* 1947 in Siegen) ist ein deutscher Übersetzer und Journalist.
Ab 1971 studierte er Germanistik, Anglistik und Medienwissenschaft in Köln. 1979 schloss er das Studium als Magister Artium ab. 1982 promovierte er über Arno Schmidts Zettels Traum in Siegen. Von 1971 bis 1988 war er freier Journalist bei der Siegener Zeitung, von 1978 bis 1980 freier Mitarbeiter beim Deutschlandfunk in Köln. Von 1981 bis 2007 war er ständiger freier Mitarbeiter im WDR-Studio in Siegen. Seit 2004 Lehrauftrag für Kreatives Schreiben an der Universität Siegen.
Seine Übersetzungen und literaturwissenschaftlichen Arbeiten konzentrieren sich hauptsächlich auf Arno Schmidt, James Joyce und Lewis Carroll. Unter den Übersetzungen ist insbesondere Finnegans Wehg – Kainnäh ÜbelSätzZung des Wehrkeß fun Schämes Scheuß (1993) hervorzuheben, die erste und bisher einzige vollständige deutsche Übersetzung des Werkes Finnegans Wake von James Joyce.

## Veröffentlichungen
- Register Zettels Traum. München: 1974
- Arno Schmidt, Zettels Traum. Frankfurt am Main: 1982
- Die Stadt Siegen
  - Band 1: Vom Mittelalter, 2005
  - Band 2: Über das 17. und 18. Jahrhundert, Oktober 2008

### Übersetzungen
- Lewis Carroll: Phantasmagorie. Siegen 1980
- Lewis Carroll: Sylvie und Bruno. Hörspiel für WDR und NDR. 1981
- James Joyce: Finnegans Wehg. 1993
- Lewis Carroll: Das literarische Gesamtwerk. 1996
- Robert und Philip Spence: Struwwelhitler 2005
- James Dyrenforth / Max Kester / Norman Mansbridge, Adolf im WAHNderland. Frankfurt 2009